# OpenHAB
openHAB (open Home Automation Bus) ist eine in Java geschriebene Softwarelösung, die Komponenten zur Gebäudeautomatisierung von verschiedensten Anbietern hersteller- und protokollneutral in einer Plattform miteinander verbindet. openHAB wurde von Kai Kreuzer 2010 initiiert und hat viele Mitentwickler.
openHAB ist dank JAVA betriebssystemunabhängig und durch Hinzufügen weiterer Bindings um zusätzliche Technologien/Protokolle erweiterbar. Veröffentlicht wird openHAB unter der Eclipse Public License und ist Open Source. Als Userinterfaces werden Webbrowser, Android- und Apple-iOS-Systeme unterstützt.

## Unterstützung und Verbreitung
Prominente offizielle Unterstützer sind zum Beispiel KNX, Enocean, Insteon, HomeMatic und Z-Wave. Auf der Basis von Eclipse SmartHome sind auch die ersten kommerziellen Produkte für den Massenmarkt herausgekommen wie von der Deutschen Telekom mit QIVICON und die Qbox von COQON.

## Auszeichnungen
openHAB gewann die IoT Challenge 2013 und den Duke’s Choice Award 2013 bei JavaOne. Es wurde nominiert für den JAX Innovation Award 2014 und wurde der People’s Choice Winner beim Postscapes IoT Awards 2014/15.

## Ähnliche Systeme
- FHEM
- Home Assistant
- ioBroker